# Председник Савета министара Италијанске Републике
Председник Савета министара Италијанске Републике (итал. Presidente del Consiglio dei ministri della Repubblica Italiana) налази се на челу Савета министара Италијанске Републике. 
Према Уставу Италијанске Републике он „даје општу дирекцију политике владе и одговоран је за то. Он одржава политичко и административно јединство, промовишући активности министара“(члан 95 Устава).
Он је именован од стране председника Републике. Једном постављен премијер предлаже именовање појединих министара, који ће заједно формирати Савет министара, ако добију поверење у оба дома Парламента.
Према формалној протоколарној хијерархији, положај премијера је четврти по важности међу италијанским државним функцијама; у стварности, међутим, премијер је најмоћнији, дакле, најважнијих од свих личности италијанске владе.
Седиште владе је палата Киђи (Palazzo Chigi), смештена на Piazza della colonna у Риму.